# Carl Edholm (1825–1895)
Carl Martin Edholm, född 2 april 1825i Ullånger,Västernorrlands län, död där 8 april 1895,  var en svensk gymnastikföreståndare.
Edholm var gymnastiklärare vid Göteborgs högre allmänna läroverk, där han tjänstgjorde åren 1854–1880. Han förordnade genom testamente, att viss del av hans kvarlåtenskap skulle överlämnas till svenska staten för att användas till Sveriges sjöförsvar. Donationen uppgick 1902, då kunglig majestät fattade beslut angående medlens disponerande till 185.695 kronor, och användes dels till gäldandet av kostnaderna för torpedbåten Komet, dels för en ny bevakningsbåt, vilken fick namnet Carl Edholm. Edholm är begravd på Ullångers kyrkogård.